# Jeden za všechny (film, 1992)
Jeden za všechny (v originále Riens du tout) je francouzský hraný film z roku 1992, který režíroval Cédric Klapisch podle vlastního scénáře. Snímek měl světovou premiéru dne 11. listopadu 1992.

## Děj
Starý obchodní dům Les Grandes Galeries se v roce 1991 ocitne na pokraji bankrotu. Nový ředitel Lepetit má rok na to, aby vše změnil, jinak bude dům uzavřen a jeho zaměstnanci propuštěni. Rozhodne se zavést nové metody řízení prostřednictvím komunikace, která má zaměstnance znovu motivovat. Na programu je bungee jumping a bivakování pro manažery, skupinová terapie, založení hudebního sboru nebo účast na pařížském maratonu.
Postupně se Lepetitovi podaří nabudit personál a přilákat zákazníky. Obchodní výsledky se zlepšují, společnost vytváří zisk. Lepetit ale zjistí, že akcionáři nikdy neměli v úmyslu dát zaměstnancům šanci. Cílem bylo zvýšit obrat, aby bylo možné budovy prodat za co nejvyšší cenu. Veškerá práce a úsilí ředitele o obnovení týmového ducha a návrat k zisku posloužily pouze ke zvýšení prodejní ceny akcií.

## Obsazení
| Fabrice Luchini        | ředitel Lepetit      |
| Daniel Berlioux        | Jacques Martin       |
| Marc Berman            | Michel Pizzutti      |
| Olivier Broche         | Lefèvre              |
| Antoine Chappey        | François             |
| Jean-Pierre Darroussin | Domrémy              |
| Odette Laure           | paní Yvonne          |
| Elizabeth Macocco      | paní Dujardin        |
| Marc Maury             | Johnny Bonjour       |
| Pierre-Olivier Mornas  | Roger Blanchard      |
| Jean-Michel Martial    | Hubert               |
| Maïté Nahyr            | ředitelka koordinace |
| Fred Personne          | pan Roi              |
| Lucette Raillat        | Micheline            |
| Nathalie Richard       | Claire               |
| Marie Riva             | Zaza                 |
| Zinedine Soualem       | Aziz                 |
| Karin Viardová         | Isabelle             |
| Coraly Zahonero        | Véronique            |
| Simon Abkarian         | řecký tanečník       |
| Pascal Quéneau         | instruktor           |
| Olivier Rabourdin      | zpěvák v metru       |
| Claire Wauthion        | paní Lepetit         |
| Consuelo de Haviland   | novinářka            |

## Ocenění
- César: nominace v kategorii nejlepší filmový debut (Cédric Klapisch)
- Filmový festival v Bogotě: cena Bronzový předkolumbovský kruh